# 13e arrondissement (Parijs)
Het 13e arrondissement is een van de 20 arrondissementen van Parijs. Het Quartier asiatique in het zuidoosten van het arrondissement is een van de drie Parijse Chinatowns (Frans: Quartier chinois de Paris).
In dit arrondissement, dat gezien kan worden als een migrantenwijk, wonen zeer veel Chinezen, Chinese Vietnamezen, Chinese Cambodjanen, Chinese Laotianen en andere volken uit Zuidoost-Azië. Deze overzeese Chinezen worden samen Chinese Fransen genoemd. Het wordt daarom door veel mensen beschouwd als een Chinatown. Chinees nieuwjaar wordt hier zeer uitbundig gevierd, de Chinese kranten noemen het zelfs het grootste Chinese spektakel in Europa van het jaar.

## Wijken
Zoals alle arrondissementen is ook het 13e opgedeeld in vier wijken (Quartiers):
- Quartier de la Salpêtrière
- Quartier de la Gare
- Quartier de la Maison-Blanche
- Quartier de Croulebarbe

## Bezienswaardigheden
- Parijs Chinatown
- Tours Duo

Bezienswaardigheden
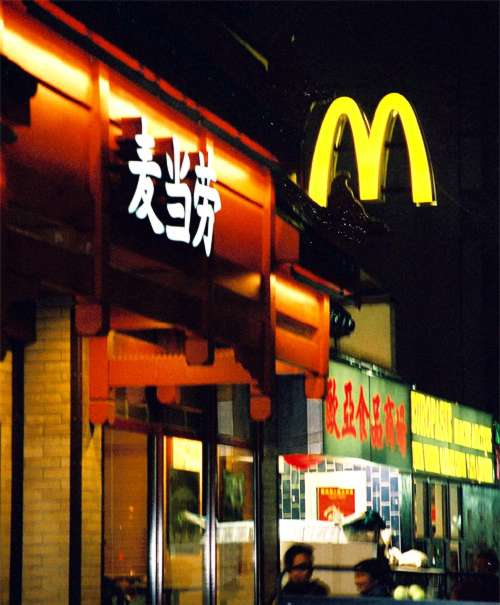
Enige McDonald's buiten China met een Chinees reclamebord
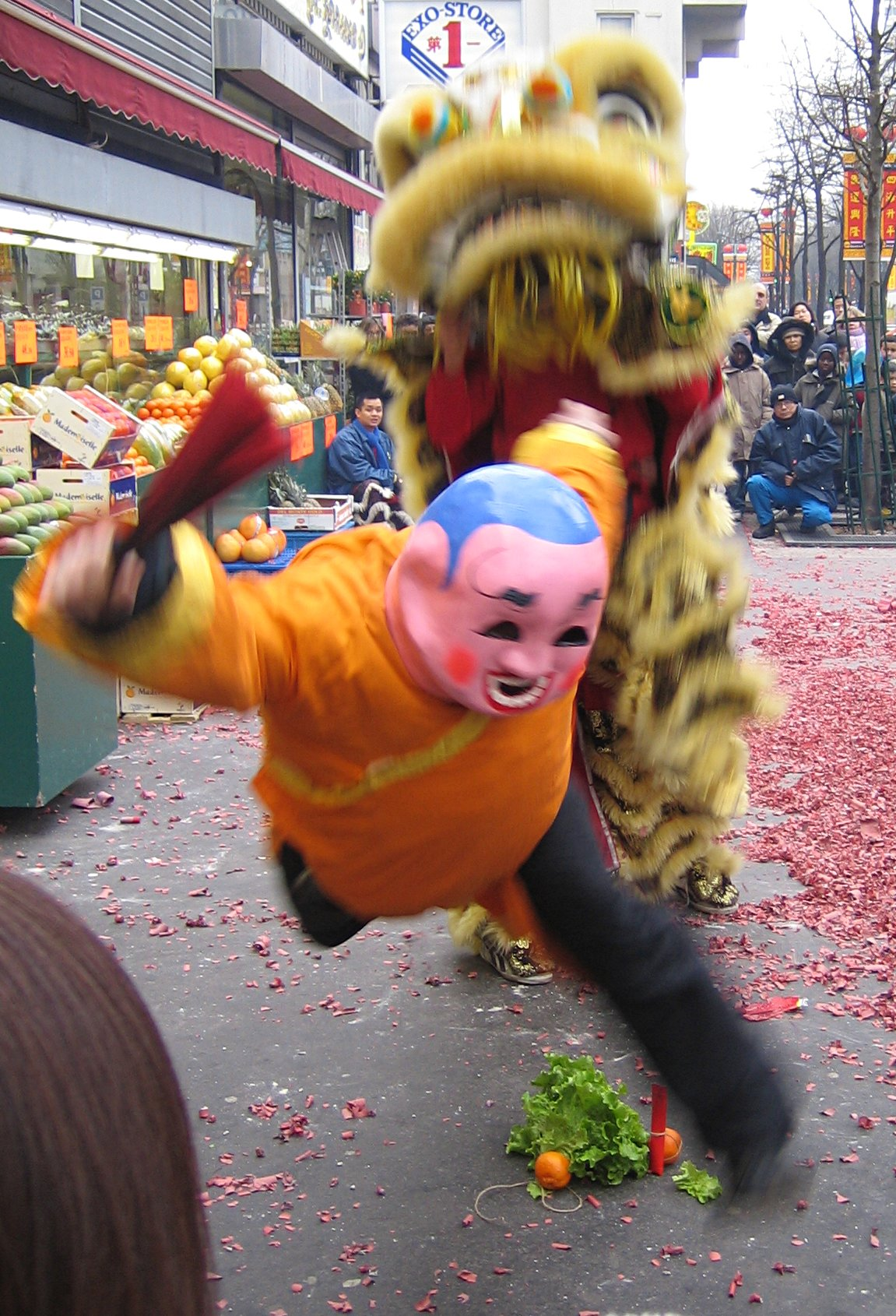
De buurt tijdens Chinees nieuwjaar

## Bevolking
| Jaar | Bevolking | Dichtheid      |
| ---- | --------- | -------------- |
| 1962 | 166.709   | 23.329 inw/km² |
| 1968 | 158.280   | 22.149 inw/km² |
| 1975 | 163.313   | 22.854 inw/km² |
| 1982 | 170.818   | 23.904 inw/km² |
| 1990 | 171.098   | 23.943 inw/km² |
| 1999 | 171.533   | 24.004 inw/km² |
| 2015 | 183.216   | 25.639 inw/km² |